# 賈爾萬王朝
賈爾萬王朝是14世紀統治巴林的一個什葉派王朝。王朝是由賈爾萬一世在蓋提夫建立。賈爾萬王朝是忽里模子的附庸國。
賈爾萬人屬於巴尼馬利克部落，也可能屬於巴努歐蓋伊勒部落。巴努歐蓋伊勒部落建立了前朝烏斯庫里德王朝（Usfurids）及後來的賈布里德王朝。賈爾萬人在14世紀逐退了盤據在巴士拉的蒙塔菲克（Muntafiq）部落領袖賽義德·伊本·蒙加米斯，因此得勢。
當代的伊本·巴圖塔和伊本·哈賈爾（Ibn Hajar）形容賈爾萬人是「極端拒絕派」，意指他們是拒絕承認首三位哈里發的什葉派穆斯林。15世紀的埃及遜尼派學者認為他們是「卡爾馬特派（什葉派的一個分支）的殘黨」。史學家胡安·科爾（Juan Cole）據此推斷他們屬於伊斯瑪儀派，但賈爾萬王朝卻推崇十二伊瑪目派，十二伊瑪目派學者出任法官及其他要職。與卡爾馬特派不同，賈爾萬王朝統治下的禮拜者在清真寺進行禮拜，並且按照什葉派慣例進行。阿拉伯東部歷史專家胡邁丹認為賈爾萬人屬於十二伊瑪目派，卡爾馬特派只是什葉派的一個稱號。
賈爾萬王朝的統治在15世紀被賈布里德王朝取代。

## 註腳
1. 1 2  Cole 1987，第179頁